# Itō Seiichi

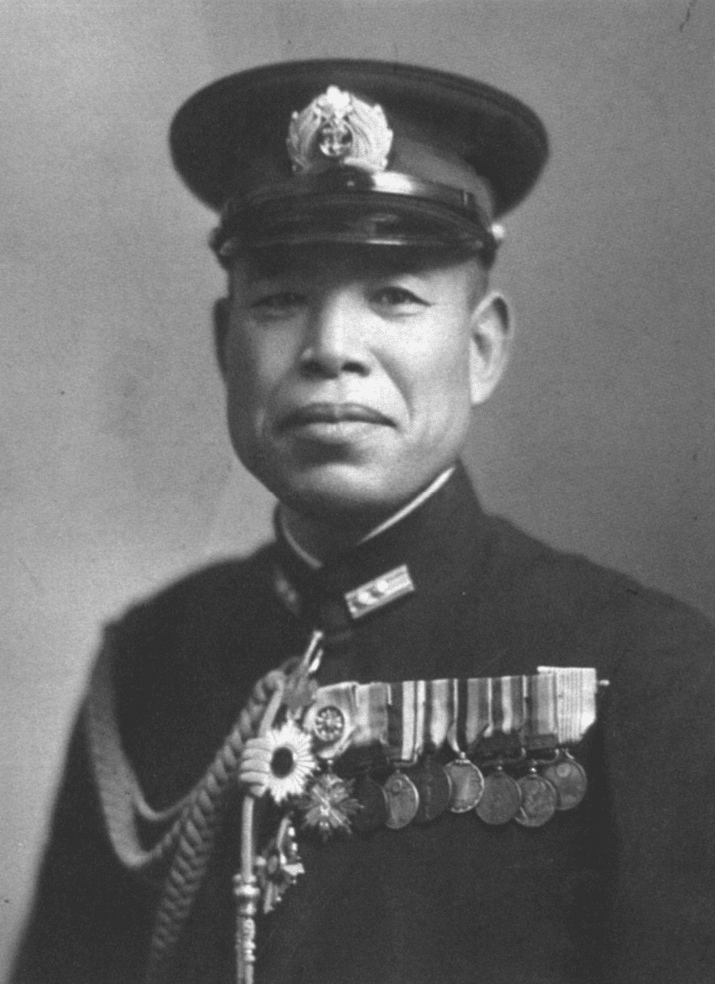
Admiral Itō Seiichi

Itō Seiichi (jap. 伊藤 整一; * 26. Juli 1890 in Miyama; † 7. April 1945 vor Okinawa) war ein japanischer Admiral und Oberbefehlshaber des letzten großen japanischen Kriegseinsatzes der schweren Großkampfschiffe im Zweiten Weltkrieg.

## Leben

### Beginn der Karriere
1911 (Meiji 42) absolvierte Itō die Marineschule. Daraufhin wurde er als junger Offizier auf verschiedensten Schiffen der japanischen Marine eingesetzt. 1923 ging er wieder zur Akademie und schloss diese erfolgreich ab, so dass er 1927 für ein halbes Jahr in die Vereinigten Staaten geschickt werden konnte. Nach seiner Rückkehr wurde er zum Kapitän befördert und japanischer Marineattaché im Kaiserreich Mandschukuo.

### Kommandant
1933 bekam Itō das Kommando seines ersten Schiffes, dies war der Leichte Kreuzer Kiso. Darauf folgten die weiteren Kommandos über die Schweren Kreuzer Mogami und Atago. Im Jahre 1936 wurde er dann für zwei Jahre Kommandant des Schlachtschiffes Haruna.

### Admiral
Kurz darauf 1938 wurde Itō zum Konteradmiral befördert und er wurde Stabschef der 2. Flotte, wechselte aber schnell auf den Posten des Büroleiters des Marineministeriums, den er zwei Jahre ausübte. 1940 wurde er dann zum Befehlshaber der 8. Kreuzerdivision (CruDiv 8) ernannt und 1941 zum Stabschef der Vereinigten Flotte Admiral Yamamotos. In dieser Position wurde er zum Vizeadmiral befördert.
Dem Krieg stand er ablehnend gegenüber, wie auch Großadmiral Yamamoto und Admiral Toyoda Soemu. Er war persönlich für gute Beziehungen zu den USA, denn er hatte Angst vor dem ungeheuren Rüstungspotential der Amerikaner.
Seinen Posten musste er 1944 aufgeben, nachdem er zum Oberbefehlshaber der 2. Flotte in der Inlandsee befördert worden war.

### Letzter Einsatz und Tod

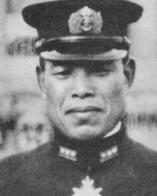
Admiral Itō, 1944

Während der Operation Ten-gō, einem Entlastungsangriff für die Insel Okinawa, war Itō der Befehlshaber des Entsatzverbandes um das Schlachtschiff Yamato. Seine Aufgabe war ein Kamikazeeinsatz, denn das größte je gebaute Schlachtschiff hatte nur Brennstoff bis nach Okinawa gebunkert. Es handelt sich um den größten Kamikazeeinsatz der Weltgeschichte.
Sein Kampfverband näherte sich Okinawa, wurde aber schon frühzeitig entdeckt. Dem Angriff von über 300 amerikanischen Trägerflugzeugen in mehreren Wellen konnte selbst die Yamato nicht standhalten, obwohl sie mit einer starken Flakbewaffnung ausgerüstet worden war. Nach diversen Torpedo-, Bomben- und Bombennahtreffern war das Schiff rettungslos verloren und begann zu kentern.
Nachdem der Kommandant der Yamato die Meldung empfangen hatte, dass keine Möglichkeit mehr bestand, das Schiff zu retten, verabschiedete sich Vizeadmiral Itō von den Männern der Brückenbesatzung und sagte ihnen, dass sie sich retten sollten, er würde auf dem Schiff bleiben. Er soll dann in seine Kabine gegangen sein. Wie er letztlich starb, ist nicht überliefert.
Posthum wurde er als Held in der japanischen Kriegspropaganda dargestellt und wurde gleichzeitig zum Admiral befördert.